# Llenos de vida

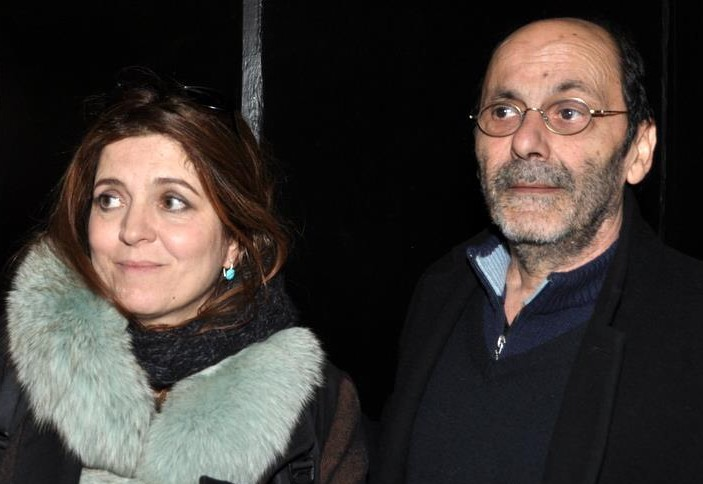
Agnes Jaoui y Jean-Pierre Bacri en 2013.

Llenos de vida (en francés: Place publique) es una película cómica francesa dirigida por Agnes Jaoui en 2018.

## Sinopsis
En una fiesta de inauguración de su nueva propiedad, Nathalie, productora de televisión y mujer de éxito, recibe en su vasta mansión, a las afueras de París, a numerosos invitados : personajes famosos del cine, actores y presentadores de radio y televisión, familia y vecindario, que acuden a la cita festiva. Para Castro, animador estrella de su emisión, a la audimat baja, la jornada va a revelarse difícil. igualmente entre los invitados : Hélène, exmujer de Castro y hermana de Nathalie; Nina, hija de Hélène y Castro, que va sacar un libro nuevo a principios de la nueva temporada inspirado en la vida de sus conocidos; Kevin, el chófer de Castro; Titi, el asistente de Nathalie; Samantha, camarera deslumbrada por las estrellas; Pavel, el compañero ruso de Nathalie, un hombre servicial y muy enamorado. Pero la celebración no gusta a todo el mundo : un granjero vecino, en particular, no va a permitir que se le incomode.

## Ficha técnica
- Título: Llenos de vida
- Título original: Place publique
- Realización: Agnès Jaoui
- Guion: Agnès Jaoui y Jean-Pierre Bacri
- Música: Osez Joséphine, de Alain Bashung y Jean Fauque, extraída del álbum Osez Joséphine (1991), interpretada por Jean-Pierre Bacri.
- Producción: Saïd Ben Saïd, Michel Merkt, Kevin Chneiweiss
- Sociedades de producción : SBS películas, Altice Studio, Francia 2 Cine
- País de origen: Francia
- Lengua original: francés
- Formato: Color - 1,85:1 - Dolby Digital
- Género: Comedia dramática
- Duración: 98 minutos
- Fechas de salida:
  - Francia: 18 de abril de 2018

## Reparto
- Agnès Jaoui: Hélène
- Jean-Pierre Bacri: Castro, presentador de televisión y exmarido de Hélène
- Léa Drucker: Nathalie, hermana de Hélène y productora
- Kévin Azaïs: Manu, el chófer de Castro
- Nina Meurisse: Nina, hija de Hélène y Castro
- Sarah Suco: Samantha, camarera
- Helena Noguerra: Vanessa, pareja de Castro
- Miglen Mirtchev: Pavel, pareja de Nathalie
- Frédéric Pierrot: Jean-Paul, un amigo
- Olivier Broche: Titi, asistente de Nathalie
- Éric Viellard: Vincent, amigo de Hélène
- Yvick Letexier: Biggistar, cantante de éxito
- Grégoire Oestermann: Guy, el vecino agricultor
- Michel Masiero: Monsieur Delavenne, el vecino descontento
- Sam Karmann: Mickey, ingeniero de sonido olvidado por Castro
- Olivier Doran: Thomas, actor que rechaza los programas de Castro
- Evelyne Buyle: Madame Chaulieu, alcaldesa de Saturnin
- Florence Muller: contable
- Marie-Agnès Brigot: Madame Delavenne
- Bernard Alane: voz de la radio

## En torno a la película
Se trata del quinto largometraje realizado por Agnès Jaoui, todos ellos escritos en colaboración con Jean-Pierre Bacri. Dos películas ubican su acción en un único lugar: un piso en Cocina y dependencias (realizado por Philippe Muyl) y el restaurante familiar en Un aire de familia (realizado por Cédric Klapisch), dos obras adaptadas de piezas de teatro del dúo.